# Hendrik Antoon Lorentz
Hendrik Antoon Lorentz (født 18. juli 1853 i Arnhem, død 4. februar 1928 i Haarlem) var en hollandsk fysiker og matematiker.
Lorentz blev tildelt Nobelprisen i fysik i 1902 sammen med sin elev Pieter Zeeman for sit arbejde med elektromagnetisk stråling.

## Eksterne links
- Wikimedia Commons har flere filer relateret til Hendrik Antoon Lorentz